# 53-тя армія (СРСР)
П'ятдеся́т тре́тя а́рмія (53 А) — загальновійськова армія у складі Збройних сил СРСР з серпня по грудень 1941 та з 1 травня 1942 по 1947.

## Командування
- Командувачі:
  - генерал-майор Трофименко С.Г. (квітень — жовтень 1941);
  - генерал-майор Ксенофонтов О. С. (квітень — жовтень 1942);
  - генерал-майор Коротков Г. П. (жовтень 1942 — січень 1943);
  - генерал-майор Журавльов Є. П. (січень — березень 1943);
  - генерал-лейтенант, з травня 1945 генерал-полковник Манагаров І. М. (березень — грудень 1943 та березень 1944 — до кінця війни);
  - генерал-майор Тарасов Г. Ф. (грудень 1943- січень 1944);
  - генерал-лейтенант Галанін І. В. (січень — березень 1944).